# Somatochlora forcipata
Somatochlora forcipata – gatunek ważki z rodziny szklarkowatych (Corduliidae). Występuje na terenie Ameryki Północnej.

## Charakterystyka
- Ubarwienie: mają blade znaczenia na tułowiu i brzuchu, czarne nogi, wyraźne skrzydła i zielone, błyszczące oczy. Klatka piersiowa ma kolor metaliczny z brązowo-zielonym połyskiem, brzuch natomiast jest ciemno metaliczny, czarno-zielony. Wyróżnia się dwoma bladożółtymi plamami na klatce piersiowej i szczupłym brzuchem;
- Wielkość: długość ciała oscyluje między 1,7 a 2,0 cala;
- Sezon występowania: w Wisconsin występuje od połowy czerwca do połowy sierpnia;
- Siedlisko: zazwyczaj można go spotkać w bagnistych strumieniach źródlanych, rozlewiskach bagiennych i olsach[3];